# Meridiano 34 E
O meridiano 34 E é um meridiano que, partindo do Polo Norte, atravessa o Oceano Ártico, Europa, Anatólia, África, Oceano Índico, Oceano Antártico, Antártida e chega ao Polo Sul. Forma um círculo máximo com o Meridiano 146 W.
Começando pelo Polo Norte, o meridiano 34º Este tem os seguintes cruzamentos:
| País, território ou mar | Notas |
| ----------------------- | --- |
| Oceano Ártico           | Passa a leste da ilha de Kvitøya, Svalbard, Noruega                                                              |
| Rússia                  | |
| Mar Branco              | Golfo de Kandalaksha                                                                                             |
| Rússia                  | |
| Ucrânia                 | Incluindo a Crimeia, reclamada e controlada pela Rússia                                                          |
| Mar Negro               | |
| Turquia                 | |
| Mar Mediterrâneo        | |
| Chipre                  | Península de Karpas - Controlada pela República Turca do Norte de Chipre (reivindicada pela República de Chipre) |
| Mar Mediterrâneo        | |
| Chipre                  | |
| Mar Mediterrâneo        | |
| Egito                   | Península do Sinai                                                                                               |
| Mar Vermelho            | |
| Egito                   | |
| Bir Tawil               | Território não reivindicado por nenhum estado                                                                    |
| Sudão                   | |
| Sudão do Sul            | |
| Etiópia                 | |
| Sudão do Sul            | |
| Quênia                  | Cerca de 1 km no extremo noroeste do país                                                                        |
| Uganda                  | |
| Quênia                  | |
| Lago Vitória            | |
| Quênia                  | Ilha Mfangano |
| Lago Vitória            | |
| Tanzânia                | |
| Lago Malawi             | |
| Malawi                  | |
| Moçambique              | |
| Oceano Índico           | |
| Oceano Antártico        | |
| Antártida               | Terra da Rainha Maud, reclamada pela Noruega                                                                     |